# Batocera timorlautensis
Batocera timorlautensis är en skalbaggsart som beskrevs av Heller 1897. Batocera timorlautensis ingår i släktet Batocera och familjen långhorningar. Inga underarter finns listade.